# Spišské Podhradie
Spišský Podhradie (in tedesco Kirchdorf, in ungherese Szepesváralja) è una città della Slovacchia facente parte del distretto di Levoča, nella regione di Prešov.
Spišské Podhradie si trova ai piedi della collina del Castello di Spiš; ebbe un insediamento di tedeschi dei Carpazi, con la loro chiesa ed i loro sacerdoti, nel 1174. Poco distante dalla città, vi è l'insediamento ecclesiastico di Spišská Kapitula (da qui il nome tedesco di Kirchdorf, cioè "città della chiesa"). La città contiene anche diverse case dei mercanti del Rinascimento, e ha anche uno delle poche sinagoghe rimaste nella zona (anche se attualmente in disuso).

## Amministrazione

### Gemellaggi
- Głogów Małopolski
- Pinetop-Lakeside
- Show Low
- Vrbové